# Чемпионат мира по шоссейным велогонкам 2015 — командная гонка (мужчины)
Командная гонка на время с раздельным стартом у мужчин на чемпионате мира по шоссейным велогонкам 2015 года прошла 20 сентября в американском Ричмонде, в котором располагались как старт, так и финиш гонки. В отличие от остальных гонок чемпионата в командной гонке гонщики выступали не за национальные команды, а в составе своих профессиональных команд, причём от американцев на старт вышло 11 команд.
Звание чемпионов мира защитили гонщики американской команды BMC Racing Team, ставшие двукратными чемпионами мира. Победители чемпионатов 2012 и 2013 годов — гонщики бельгийской Etixx-Quick Step завоевали серебряные медали. Первую медаль на чемпионатах мира завоевала испанская команда Movistar Team.

## Маршрут
Рельеф на дистанции гонки в основном равнинный. На шестнадцатом километре гонщикам предстояло преодолеть первый полукилометровый подъем с градиентами до 10%. 
Вторая часть дистанции представляла собой комбинацию нескольких подъёмов и спусков. На последнем километре участников ожидал подъём протяженностью 300 м со средним градиентом в 7%. После его прохождения оставалось преодолеть лишь финишную прямую длиной около 700 метров.

## Результаты
| Место | Команда                        | Гонщики | Время       |
| ----- | ------------------------------ | --- | ----------- |
| 1     | BMC Racing Team                | Роан Деннис (AUS) Сильвен Дийе (SUI) Штефан Кюнг (SUI) Даниэль Осс (ITA) Тейлор Фини (USA) Мануэль Квинцато (ITA)                        | 42' 07.97"  |
| 2     | Etixx-Quick Step               | Том Бонен (BEL) Михал Квятковский (POL) Ив Лампарт (BEL) Тони Мартин (GER) Ники Терпстра (NED) Ригоберто Уран (COL)                      | + 11.35"    |
| 3     | Movistar Team                  | Андрей Амадор (CRC) Джонатан Кастровьехо (ESP) Алекс Даусетт (GBR) Ион Исагирре (ESP) Адриано Малори (ITA) Яша Зюттерлин (GER)           | + 30.11"    |
| 4     | Orica GreenEDGE                | Сэм Бьюли (NZL) Люк Дарбридж (AUS) Майкл Хепбёрн (AUS) Майкл Мэттьюс (AUS) Йенс Маурис (NED) Свейн Тафт (CAN)                            | + 53.73"    |
| 5     | Team Giant-Alpecin             | Никиас Арндт (GER) Том Дюмулен (NED) Чед Хага (USA) Тобиас Людвигссон (SWE) Георг Прайдлер (AUT) Рамон Синкельдам (NED)                  | + 1' 03.69" |
| 6     | Lotto NL-Jumbo                 | Роберт Гесинк (NED) Вилко Келдерман (NED) Том Лезер (NED) Мартен Тьяллинги (NED) Йос ван Эмден (NED) Сеп Ванмарке (BEL)                  | + 1' 17.03" |
| 7     | Lotto Soudal                   | Ларс Бак (DEN) Тиш Бенот (BEL) Тони Галлопен (FRA) Грег Хендерсон (NZL) Юрген Руландтс (BEL) Тим Велленс (BEL)                           | + 1' 26.47" |
| 8     | Astana Pro Team                | Ларс Бом (NED) Якоб Фульсанг (DEN) Андрей Гривко (UKR) Танел Кангерт (EST) Алексей Луценко (KAZ) Луис Леон Санчес (ESP)                  | + 1' 37.13" |
| 9     | Team Sky                       | Василий Кириенко (BLR) Дэнни Пэйт (USA) Сальваторе Пуччо (ITA) Люк Роу (GBR) Иэн Стэннард (GBR) Элиа Вивиани (ITA)                       | + 1' 41.17" |
| 10    | Trek Factory Racing            | Марко Коледан (ITA) Стейн Деволдер (BEL) Фабио Феллине (ITA) Маркель Ирисар (ESP) Джесси Серджент (NZL) Риккардо Цойдль (AUT)            | + 1' 46.60" |
| 11    | FDJ                            | Арно Демар (FRA) Александр Женье (FRA) Матьё Ладаньюс (FRA) Йоан Ле Бон (FRA) Стив Морабито (SUI) Жереми Руа (FRA)                       | + 1' 48.42" |
| 12    | Cannondale-Garmin              | Кристиян Корен (SLO) Себастьян Лангевельд (NED) Алан Марангони (ITA) Морено Мозер (ITA) Рамунас Навардаускас (LTU) Дилан ван Барле (NED) | + 1' 49.80" |
| 13    | IAM Cycling                    | Маттиас Брендле (AUT) Стеф Клемент (NED) Жером Коппель (FRA) Рето Холленштайн (SUI) Жарлинсон Пантано (COL) Алексей Сарамотин (LAT)      | + 1' 57.67" |
| 14    | AG2R La Mondiale               | Гедиминас Багдонас (LTU) Дамьен Годен (FRA) Патрик Греч (GER) Юго Уль (CAN) Кристоф Риблон (FRA) Йохан Вансюммерен (BEL)                 | + 2' 03.73" |
| 15    | Lampre-Merida                  | Маттия Каттанео (ITA) Руй Кошта (POR) Нельсон Оливейра (POR) Лука Пиберник (SLO) Рубен Пласа (ESP) Ян Поланц (SLO)                       | + 2' 07.61" |
| 16    | Topsport Vlaanderen-Baloise    | Виктор Кампенартс (BEL) Питер Якобс (BEL) Оливер Насен (BEL) Стейн Стелс (BEL) Артур Вановерберге (BEL) Йелле Валлайс (BEL)              | + 2' 19.32" |
| 17    | Optum–Kelly Benefit Strategies | Райан Андерсон (CAN) Джесси Энтони (USA) Гийом Буавен (CAN) Томас Соледей (USA) Том Зирбел (USA) Скотт Звизански (USA)                   | + 2' 23.90" |
| 18    | Team Katusha                   | Сергей Чернецкий (RUS) Вячеслав Кузнецов (RUS) Сергей Лагутин (RUS) Александр Порсев (RUS) Гатис Смукулис (LAT) Ильнур Закарин (RUS)     | + 2' 33.13" |
| 19    | UnitedHealthcare               | Карлос Альсате (COL) Адриан Хегивари (USA) Карл Мензис (AUS) Джон Мёрфи (USA) Кил Рейнен (USA) Брэдли Уайт (USA)                         | + 2' 56.19" |
| 20    | Jelly Belly–Maxxis             | Александр Брайко (MDA) Гевин Мэннион (USA) Лаклан Мортон (AUS) Фред Родригес (USA) Тейлор Шелдон (USA) Николай Тановицкий (MDA)          | + 3' 41.63" |
| 21    | Hincapie Racing Team           | Мак Бреннан (USA) Оскар Кларк (USA) Анджс Флаксис (LAT) Тайлер Мегнер (USA) Том Скуйиньш (LAT) Дион Смит (NZL)                           | + 3' 43.58" |
| 22    | Jamis-Hagens Berman            | Луис Амаран (CUB) Лукас Себастьян Аэдо (ARG) Даниэль Харамильо (COL) Стивен Лис (USA) Карсон Миллер (USA) Давид Уильямс (USA)            | + 4' 37.17" |
| 23    | Vino 4ever                     | Степан Астафьев (KAZ) Жандос Бижигитов (KAZ) Евгений Гидич (KAZ) Дмитрий Лукьянов (KAZ) Александр Шушемоин (KAZ) Олег Земляков (KAZ)     | + 4' 43.84" |
| 24    | Champion System-Stan's NoTubes | Чарльз Кессин (USA) Дрю Кристофер (USA) Эндрю Клеменс (USA) Брайан Гомес (COL) Макс Корус (USA) Коннор Муллерви (USA)                    | + 5' 14.51" |
| 25    | Lupus Racing Team              | Маттье Жан (FRA) Эван Мёрфи (USA) Кайл Мёрфи (USA) Майкл Олхейсер (USA) Майкл Стоун (USA) Тома Вобурзе (FRA)                             | + 5' 18.72" |
| 26    | Astellas Cycling Team          | Кортлан Браун (USA) Брэндон Фиэри (USA) Даниэль Гарднер (GBR) Макс Дженкингс (USA) Джейк Сильверберг (USA) Джейкоб Ситлер (USA)          | + 5' 58.54" |
| 27    | Tinkoff-Saxo                   | Мануэле Боаро (ITA) Мацей Боднар (POL) Кристофер Юль-Йенсен (DEN) Майкл Роджерс (AUS) Петер Саган (SVK) Михаэль Вальгрен (DEN)           | + 8' 11.44" |